# فحل (جبلة)

تعديل مصدري - تعديل

فحل هي إحدى قرى عزلة جبل رعوين بمديرية جبلة التابعة لمحافظة إب، بلغ تعداد سكانها 730 نسمة حسب تعداد اليمن لعام 2004.